# Paul Poon

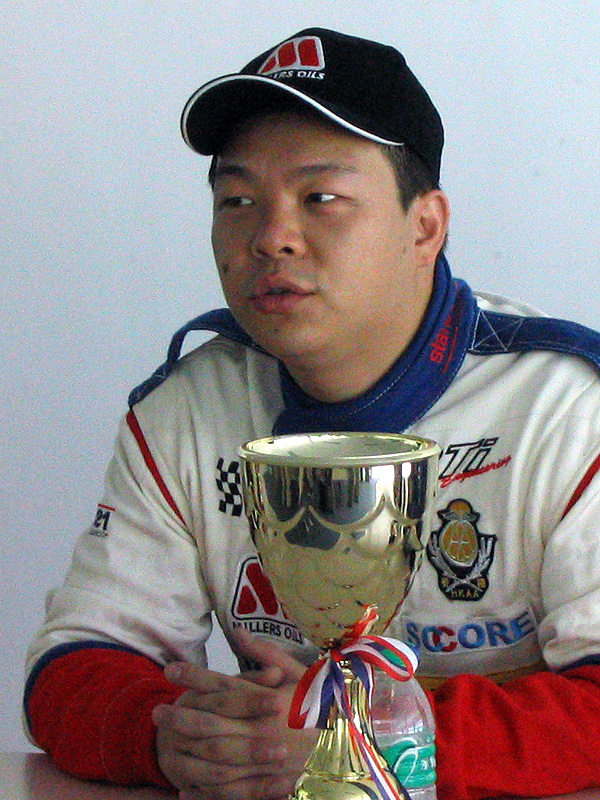
Paul Poon in 2004.

Paul Poon Tak-Chun (Traditioneel Chinees: 潘德俊, Hongkong, 12 maart 1971) is een autocoureur uit Hongkong.

## Carrière
In 2003 nam Poon deel aan de touring car-race in Macau op het Circuito da Guia voor Super Production-auto's in een auto gemaakt door Mardi Gras Motorsport, als regerend kampioen van het Hong Kong Touring Car Championship. Hij eindigde als zevende als beste Hongkonger in de race. In 2004 nam hij opnieuw deel aan de race, maar wist in geen van beide races de finish te halen.
In 2005 nam Poon deel aan de race in Macau in het World Touring Car Championship. Hij nam deel aan de race in een BMW 320i voor het team Engstler Motorsport, maar wist zich niet te kwalificeren voor de race.
In zowel 2006 en 2007 reed Poon in de Super Productie-klasse in Macau. Beide jaren won hij de race voor het team China Dragon Racing. In 2006 won hij met slechts drie duizendste van een seconde voorsprong op Kenneth Look, terwijl hij in 2007 Masaki Kano versloeg met 0,198 seconden verschil. In 2008 probeerde hij de race voor de derde maal op een rij te winnen, nadat hij opnieuw het HKTCC had gewonnen. In een Honda Civic wist hij echter niet te winnen.
In 2009 nam Poon deel aan de Aziatische GT Masters en de Macau GT Cup in een Ferrari 430 GT3.
In 2012 leidde Poon een 1-2 voor China Dragon Racing in de kwalificatie voor de CTM Macau Touring Car Cup voor zijn teamgenoot en winnaar in 2011, Samson Fung. Hij won ook de race door Team Pro Spec-coureur Andy Yan te verslaan.